# José Luis Ábalos
José Luis Ábalos Meco (ur. 9 grudnia 1959 w Torrencie) – hiszpański polityk i samorządowiec, działacz Hiszpańskiej Socjalistycznej Partii Robotniczej (PSOE), poseł do Kongresu Deputowanych, minister rozwoju (2018–2020), minister transportu, mobilności i spraw miejskich (2020–2021).

## Życiorys
Z wykształcenia i zawodu nauczyciel w szkołach podstawowych. W 1976 dołączył do młodzieżówki komunistycznej, a dwa lata później wstąpił do Komunistycznej Partii Hiszpanii. W 1981 przeszedł do PSPV, oddziału Hiszpańskiej Socjalistycznej Partii Robotniczej w Walencji. Pracował w administracji miasta i wspólnoty autonomicznej, a także we frakcji radnych swojego ugrupowania. Pełnił różne funkcje w partyjnej strukturze, w 1988 został członkiem komitetu krajowego PSPV-PSOE. W 1995 powołany na sekretarza generalnego partii w mieście Walencja, w latach 2000–2004 był zastępcą sekretarza generalnego socjalistów na poziomie wspólnoty autonomicznej.
W latach 1999–2009 wchodził w skład zgromadzenia miejskiego Walencji. Od 2003 do 2007 był członkiem Diputación Provincial de Valencia, kolegialnego organu zarządzającego prowincją. W 2009 objął mandat posła do Kongresu Deputowanych; z powodzeniem ubiegał się o reelekcję w wyborach w 2011, 2015, 2016, kwietniu 2019, listopadzie 2019 i 2023.
Kierował strukturami socjalistów na poziomie prowincji, w 2017 został sekretarzem hiszpańskich struktur PSOE do spraw organizacyjnych. W czerwcu 2018 objął stanowisko ministra rozwoju w nowo powołanym rządzie Pedra Sáncheza. W styczniu 2020 w drugim gabinecie dotychczasowego premiera przeszedł na funkcję ministra transportu, mobilności i spraw miejskich. Zakończył urzędowanie w lipcu 2021.
W 2024 jego bliski współpracownik został zatrzymany pod zarzutami korupcyjnymi. Kierownictwo PSOE zażądało od byłego ministra rezygnacji z mandatu poselskiego. José Luis Ábalos odmówił podporządkowania się tym oczekiwaniom, odchodząc w związku z tym z partii.